# Microsoft Band 2
Microsoft Band 2 ist eine Smartwatch mit Fitnesstracker-Funktion, die von Microsoft entwickelt und am 30. Oktober 2015 in den USA veröffentlicht wurde. Seit dem 12. November ist das Band 2 in Australien und seit dem 19. November in Großbritannien als erstem Land der EU erhältlich. Die Markteinführung in Kanada erfolgte am 20. November 2015. Band 2 ist der Nachfolger vom 2014 veröffentlichten Microsoft Band.
Band 2 verfügt, wie schon sein Vorgänger, über einen optischen Herzfrequenzmesser, einen Beschleunigungssensor, ein Gyrometer, GPS, einen Photodetektor, einen Hauttemperaturmesser, einen UV-Sensor, einen kapazitiven Sensor, einen Sensor zum Messen des elektrischen Leitungswiderstandes der Haut und ein Mikrofon. Gegenüber der ersten Version enthält das Band 2 zusätzlich ein Barometer, womit sich die Anzahl der Sensoren auf elf erhöht. Durch das neue runde Design soll es deutlicher angenehmer zu tragen sein als das Vorgängermodell.
Am 14. Dezember 2015 wurde von Microsoft eine Ladestation für Band 2 vorgestellt.
Für Entwickler stellt Microsoft ein SDK namens „Band SDK“ zur Verfügung, mit welchem man auf die eingebauten Sensoren zugreifen kann. Das SDK gibt es für die Plattformen Windows, Android und iOS.